# 茶崎白湯
茶崎 白湯（ささき さゆ、5月9日 - ）は、日本の漫画家。北海道生まれ、千葉県育ち。
OLとして働いていた2006年4月に、livedoor デイリー4コマへの投稿作「スパルタ教育番組いろは島」でデビュー。

## 作品一覧
- でかぶっ! 〜良子の事件日誌〜（まんがタイム、2007年、芳文社）ゲスト掲載
- オタママ→おたママ♥（まんがタイムオリジナル、2007年 - 2009年、芳文社）
  - 名前に「sasa ki sa yu」と、ルビが振ってある。
- マチルダ!―異文化交流記―（まんがタイムオリジナル・まんがタイム、2009年 - 、芳文社）
- スパルタ教育番組いろは島（livedoor デイリー4コマ、2006年 - 2009年）／（まんがライフMOMO、竹書房）
- 魔男坊（livedoor デイリー4コマ、2010年 - ）
- 洋食屋兄妹（まんがくらぶオリジナル・まんがライフオリジナル、2007年、竹書房）※ゲスト掲載